# Francesco Vettori
Francesco Vettori (Florencia, 8 de noviembre de 1474-5 de marzo de 1539) fue embajador de la República de Florencia en la corte pontificia del papa León X. 

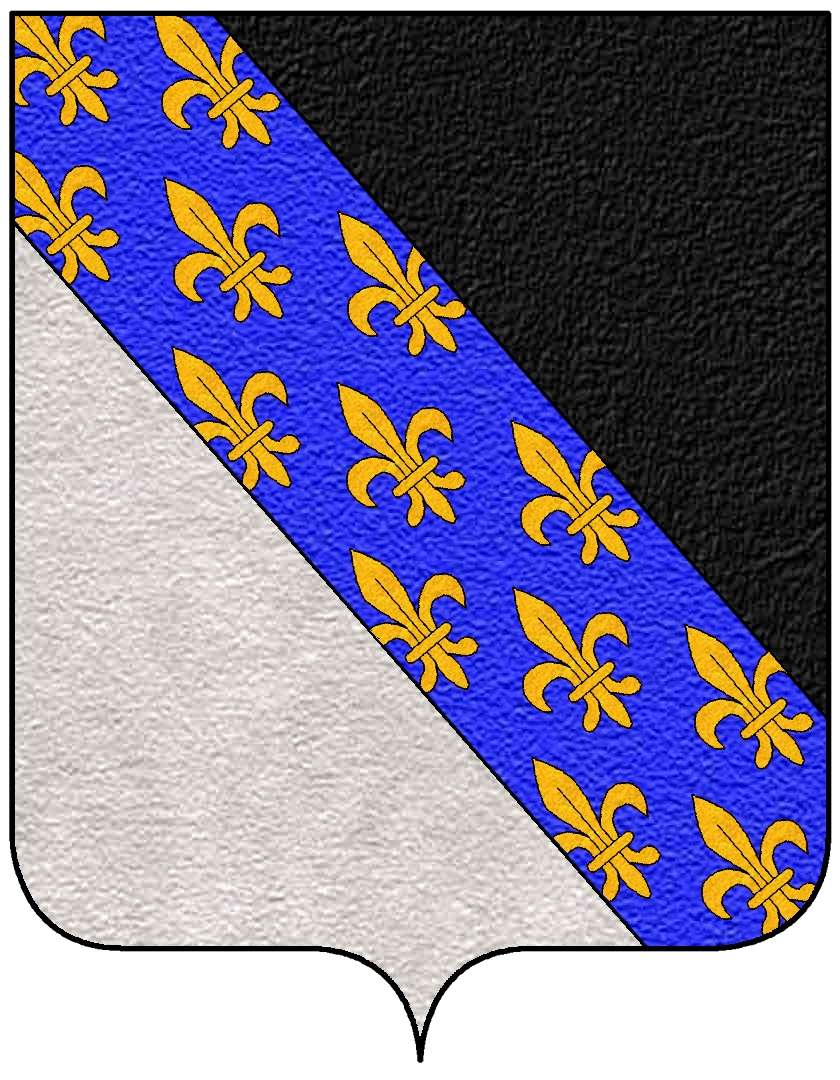
Escudo de la familia Vettori

## Biografía

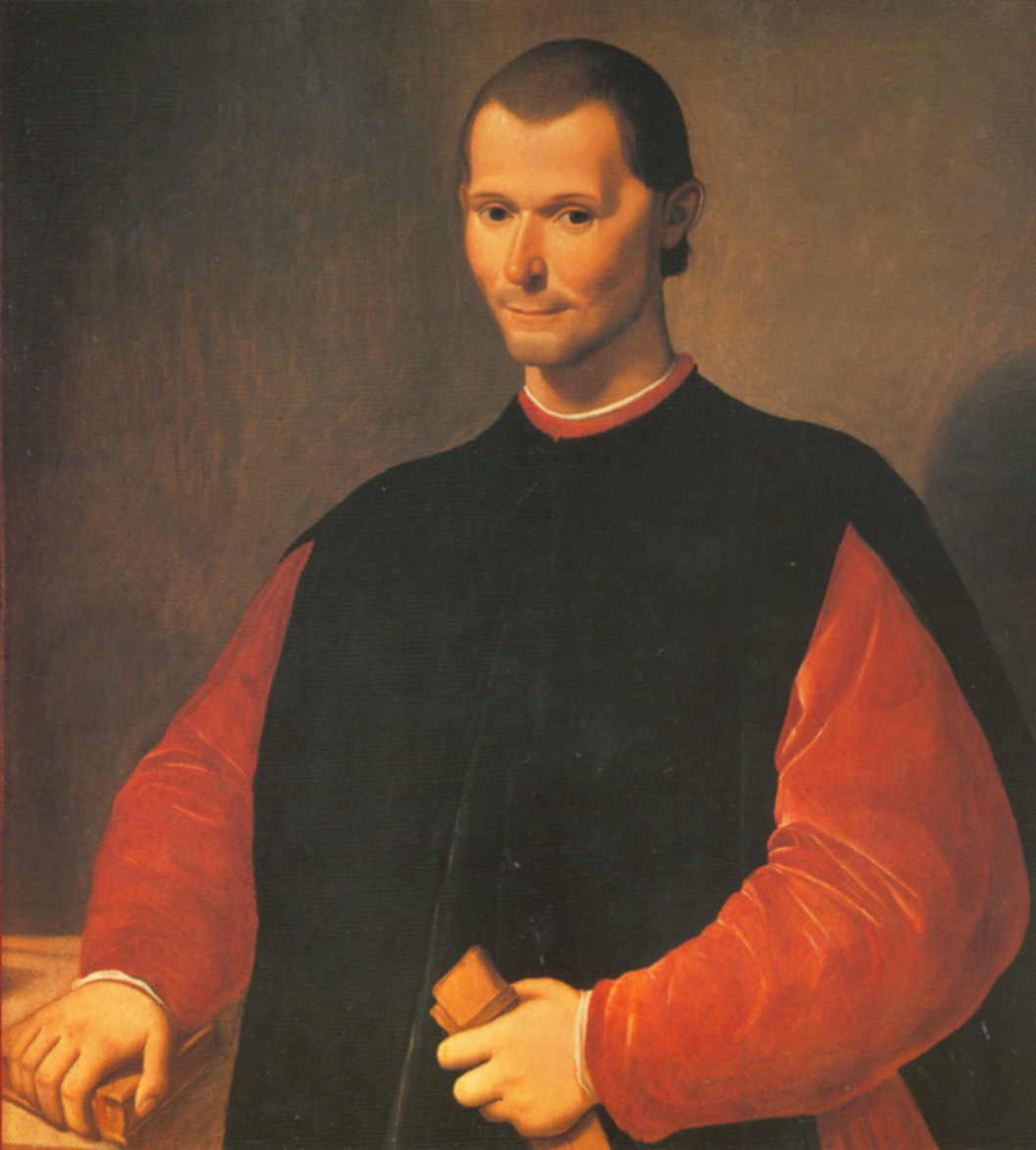
Maquiavelo, por Santi di Tito, en el Palacio Vecchio de Florencia.

Proveniente de una familia de la nobleza florentina, en 1512 colaboró con Nicolás Maquiavelo en la huida de Piero Soderini.
Francesco Vettori había sido enviado por el emperador Massimiliano al Congreso de Constanza de 1507. Tuvo diversos encargos de gobierno por parte de la familia Médici; fue amigo y consejero del papa Clemente VII, para el que escribió I cinque pareri sul modo di governare Firenze.
Fue amigo de Nicolás Maquiavelo, que en el ámbito de una correspondencia empezada en primavera, le escribió una famosa carta datada el 10 de diciembre de 1513 en la que describe su jornada en el exilio de Albergaccio, contraponiendo las simples ocupaciones de la mañana y de la tarde al estudio vespertino de los clásicos.

## Obras
- Vettori, Francesco (1972).  Enrico Niccolini, ed. Scritti storici e politici. Bari: Laterza & figli.

## Otros proyectos
- Wikimedia Commons alberga una categoría multimedia sobre Francesco Vettori.